# Gneu Pompeu Estrabó
Gneu Pompeu Estrabó (en llatí Cnaeus Pompeius o Pompaeus Sex. F. Cn. N. Strabo) era segon fill de Sext Pompeu i de Lucília, germana del poeta Gai Lucili. Va ser pare de Gneu Pompeu Magne. Formava part de la gens Pompeia. El malnom Strabo (que vol dir que gira la vista) li va ser donat inicialment al seu cuiner Menògenes i després a ell mateix, ja que tenia una certa semblança amb el cuiner. Sigui això cert o fals, Pompeu va acabar adoptant el nom com a propi i així apareix a algunes monedes i als Fasti. Tots els escriptors antics coincideixen a donar a aquest Pompeu un caràcter completament dolent.
Apareix mencionat per primer cop l'any 103 aC quan havia estat qüestor a Sardínia en el govern de l'illa del propretor Tit Albuci, i va recollir documentació per acusar al seu cap cosa mal vista entre els romans, que consideraven la relació entre pretor i qüestor com a sagrada. Per aquest motiu no se li va permetre completar l'acusació i ho va fer Gai Juli Cèsar al seu lloc.
L'any 94 aC va ser pretor i a l'any següent propretor a Sicília. L'any 90 aC en esclatar la guerra social, va ser legat del cònsol Publi Rutili Llop. Pompeu va ser derrotat al principi, i es va haver de refugiar a Firmium on Tit Afrani, general dels italians, el va assetjar, però Sulpici va anar en ajut de Pompeu i Afrani, atacat per dos exèrcits, va morir a la lluita, i les seves tropes van fugir en confusió cap a Asculum. Pompeu llavors va assetjar aquesta ciutat.

## Cònsol i guerra social
Va ser escollit cònsol, càrrec que va exercir l'any 89 aC amb Luci Porci Cató Salonià. Tot just havia accedit al càrrec va derrotar els italians a la costa oriental quan anaven en ajut d'Etrúria, desconeixent que aquest territori ja havia signat la pau amb Roma. Va obtenir després altres victòries sobre els marsis, els marrucins i els vestins. Finalment va entrar a l'assetjada Asculum i va sotmetre als picentins, retornant a Roma a final d'any, entrant en triomf el 27 de desembre. Abans d'acabar el consolat va fer aprovar la llei Pompeia de civitate que donava als gals de la Transpadana el drets de ciutadania llatina.
L'any 88 aC va esclatar la lluita entre Gai Mari i Luci Corneli Sul·la, que va acabar amb la victòria del darrer i la proscripció de Mari, que va fugir d'Itàlia. Estrabó estava lluitant a la part sud d'Itàlia (principalment al Samni) contra els italians que encara eren en rebel·lió. El senat el va privar del comandament per assignar-lo al cònsol Quint Pompeu Ruf. Estrabó va obeir i va entregar el comandament, tot i la indignació que va sentir, però segurament va ser ell mateix qui va instigar una rebel·lió dels soldats que poc després van matar a Ruf en un motí. Va fingir horror del crim però no va prendre cap mesura i Sul·la, absent, no va tenir més remei que tancar els ulls davant d'aquella mort.
El 87 aC els populars van prendre el poder per mitjà de Luci Corneli Cinna, que havia estat expulsat anteriorment de la ciutat de Roma. Quan els populars anaven a entrar a Roma els aristòcrates van cridar a Estrabó al que van donar el comandament. Contra els seus desitjos, va haver de lluitar a la porta Collina contra Cinna i Quint Sertori. Encara que la batalla no va ser decisiva va marcar a Estrabó com a membre dels aristòcrates.
Cinna va provar de matar-lo, però va ser salvat per l'energia i prudència del seu fill que també va aturar un perillós motí entre els soldats davant dels que havia perdut la popularitat per la seva avarícia i crueltat. Durant el mateix any 87 aC Estrabó va morir per la caiguda d'un llamp. La seva avarícia i crueltat l'havien fet odiar pels soldats fins a tal punt, que van agafar el seu cadàver i el van arrossegar pels carrers. Ciceró el descriu com "digne de l'odi per la seva crueltat, avarícia i perfídia". Posseïa una certa reputació com a orador, i encara més com a general. Va deixar unes considerables propietats, especialment al Picè i la seva ansietat per protegir les seves finques el va portar probablement a fer d'aquesta zona un dels principals llocs de la guerra contra els italians.